# Суходул (Пясечинський повіт)
Суходул (пол. Suchodół) — село в Польщі, у гміні Тарчин Пясечинського повіту Мазовецького воєводства.
Населення — 302 особи (2011).
У 1975-1998 роках село належало до Варшавського воєводства.

## Демографія
Демографічна структура станом на 31 березня 2011 року:
|          | Загалом | Допрацездатний вік | Працездатний вік | Постпрацездатний вік |
| -------- | ------- | ------------------ | ---------------- | -------------------- |
| Чоловіки | 153     | 41                 | 91               | 21                   |
| Жінки    | 149     | 37                 | 81               | 31                   |
| Разом    | 302     | 78                 | 172              | 52                   |